# Cyathea hodgeana
Cyathea hodgeana là một loài dương xỉ trong họ Cyatheaceae. Loài này được Proctor mô tả khoa học đầu tiên năm 1961.
Danh pháp khoa học của loài này chưa được làm sáng tỏ. 